# Alberto Mariotti
Pour les articles homonymes, voir Mariotti.
Alberto Jorge Mariotti, né le 23 août 1935 en Argentine, est un joueur de football international argentin, qui évoluait au poste de défenseur.

## Biographie

### Carrière en sélection
Avec l'équipe d'Argentine, il joue un match en 1962. 
Il figure dans le groupe des sélectionnés lors de la Coupe du monde de 1962, sans jouer de matchs lors de cette compétition.